# Guido Cirilli
Guido Cirilli (Ancona, 9 febbraio 1871 – Venezia, 30 gennaio 1954) è stato un architetto italiano.

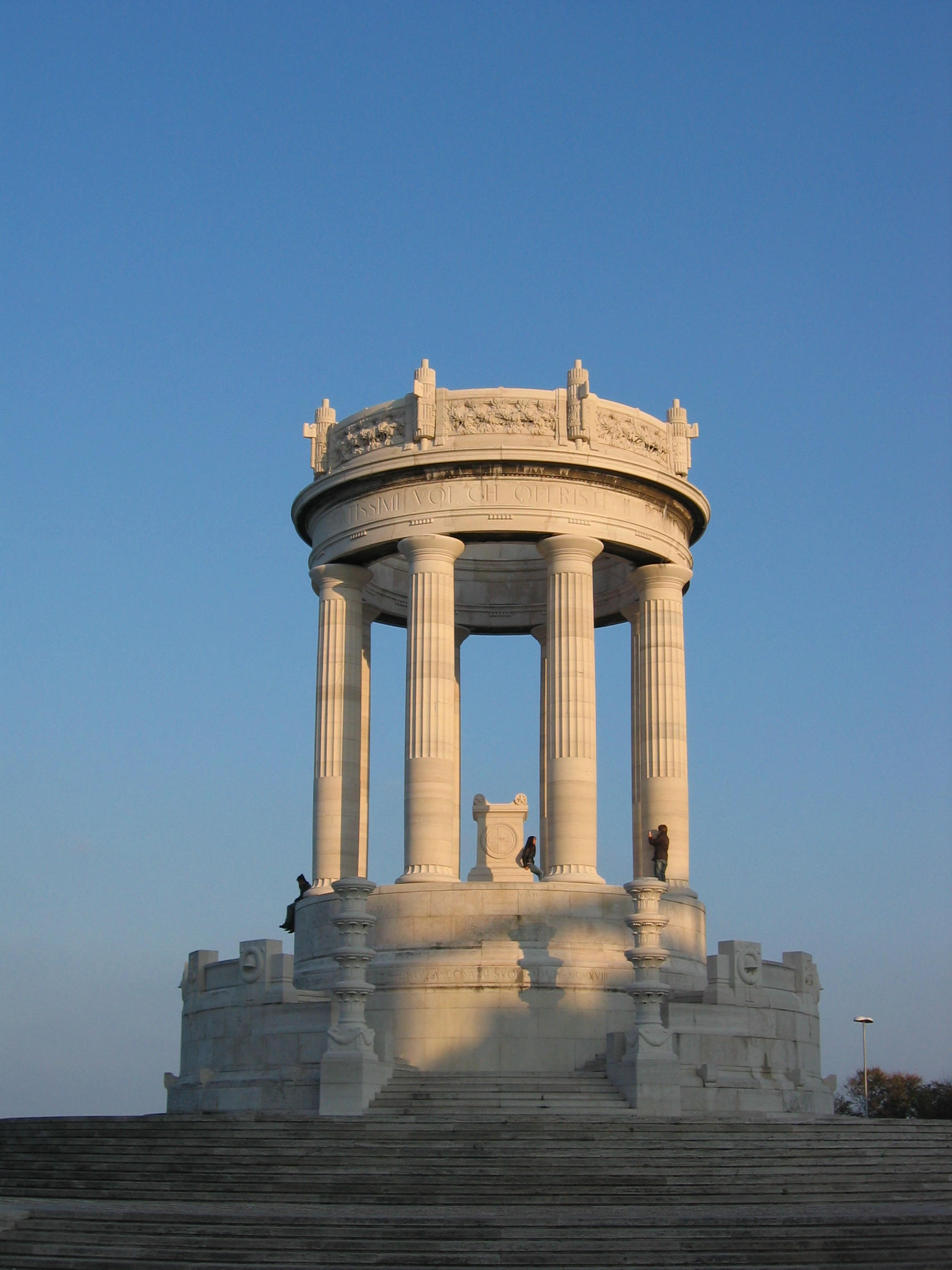
Monumento ai caduti al Passetto di Ancona

Lavorò soprattutto nelle tre città adriatiche di Venezia, Ancona e Trieste, dove affrontò temi architettonici ed urbanistici di grande importanza e dimensione; operò anche nella capitale, a Loreto e a Monza, città nelle quali continuò l'opera del suo maestro, Giuseppe Sacconi, l'architetto progettista del Vittoriano. Fu uno dei maggiori rappresentanti dell'ultima fase dell'Eclettismo architettonico.

## Biografia

### Formazione

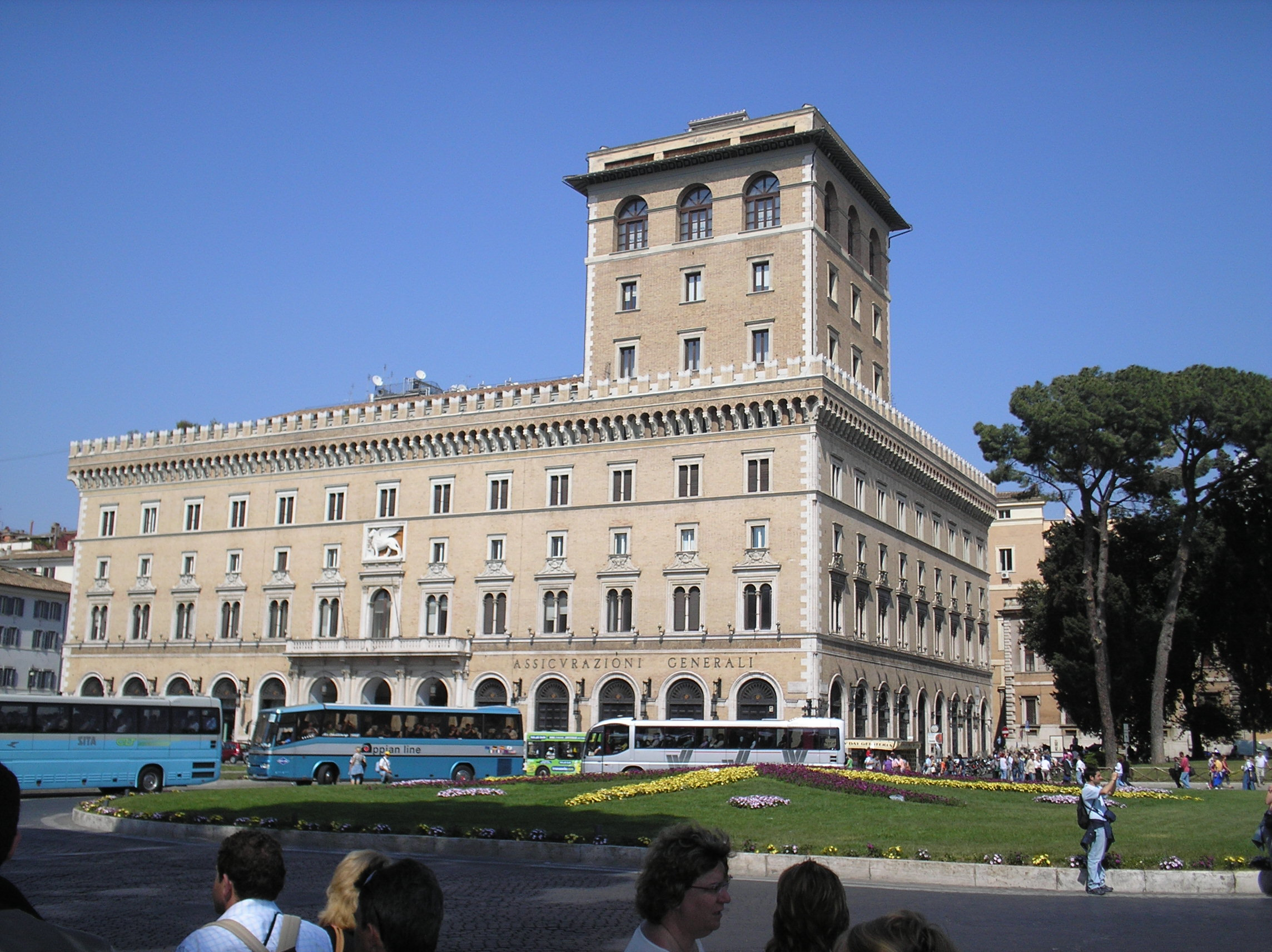
Roma: il palazzo delle Assicurazioni Generali

Nacque ad Ancona, città alla quale rimase sempre legato, nonostante il lavoro lo avesse portato spesso a vivere ed operare lontano. Si diplomò all'Accademia di belle arti di Roma, dove ebbe come maestro Giuseppe Sacconi, di cui fu allievo prediletto. Nella stessa città, si laureò nel 1896 in architettura alla Scuola di applicazione degli ingegneri. Per il notevole talento nel disegno, appena laureato fu chiamato dal Sacconi e dal 1897 lo seguì nel grande cantiere del Vittoriano. Ereditò dal suo maestro l'amore per la cura dei dettagli e la sicurezza nel padroneggiare, nell'interpretare e anche nel reinventare le forme della tradizione architettonica dei secoli precedenti.
Quando il Sacconi si ammalò, il Cirilli gli rimase vicino, coinvolgendolo nelle scelte che doveva operare in campo architettonico. Dopo la morte del maestro, avvenuta nel 1905, organizzò ad Ascoli Piceno un'esposizione che ne celebrava le opere.

### Continuatore dell'opera del Sacconi a Roma, Monza e Loreto
Subentrò al Sacconi nei principali cantieri (eccetto il Vittoriano): la tomba del re d'Italia Umberto I di Savoia al Pantheon e la sistemazione di piazza Venezia, entrambi a Roma; la Cappella Espiatoria a Monza; infine, sostituì Sacconi nel ruolo di "architetto della Santa Casa" a Loreto. Tutti questi progetti furono parzialmente reinterpretati dal Cirilli nel corso della loro realizzazione.
Nell'ambito della sistemazione di piazza Venezia, oltre a disegnare la forma della piazza in base alle indicazioni del maestro, nel 1906 progettò il Palazzo delle Assicurazioni Generali, insieme ad Arturo Pazzi ed Alberto Manassei. Il palazzo venne realizzato in base alle linee guida lasciate dal Sacconi, che aveva previsto che esso dovesse ripetere le caratteristiche fondamentali del palazzo Venezia che gli sorgeva di fronte, compresa la torre angolare. La facciata del palazzo delle Assicurazioni è caratterizzata da arcate al pianterreno, da un fregio marcapiano dipinto a chiaroscuro, da una lunga serie di bifore romaniche sovrastate da finestrelle e da un leone di San Marco originario del Cinquecento proveniente da un bastione delle mura di Padova.

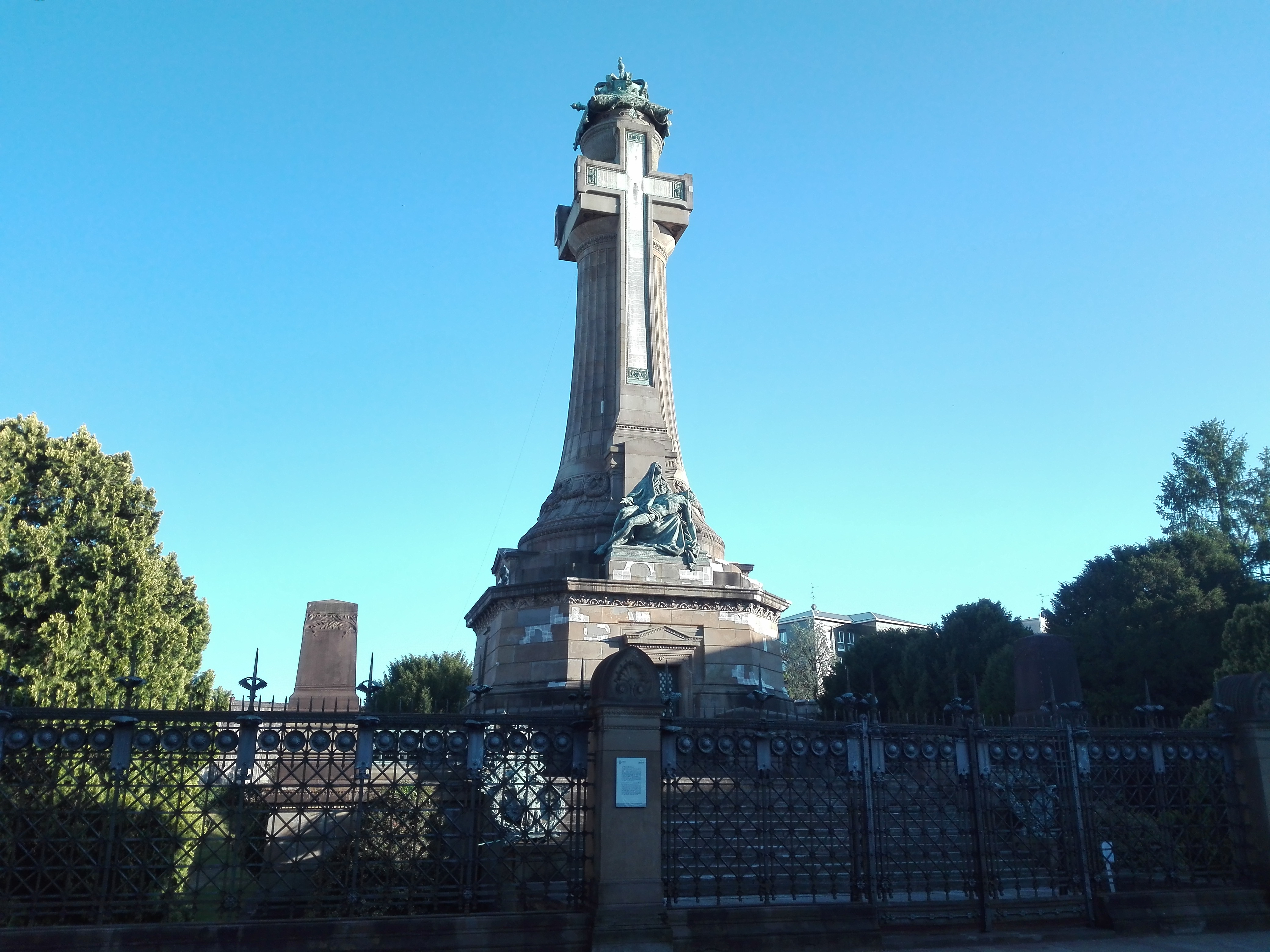
Veduta generale della Cappella Espiatoria a Monza

Nel 1910 inaugurò sia la tomba del Pantheon sia la cappella espiatoria di Monza, realizzata con forma molto più slanciata rispetto a quella prevista dal progetto del suo maestro; di quest'ultimo monumento il Cirilli curò anche l'inserimento urbanistico, con propilei, spazi verdi e cancellate artistiche (queste ultime su disegno del Mazzucotelli). L'anno seguente, il 1911, ebbe l'onore di realizzare il Padiglione marchigiano per l'Esposizione etnografica delle regioni del 1911, allestita a Roma in occasione dell'Esposizione nazionale per il cinquantenario dell'Unità d'Italia.
Fu architetto della Santa Casa di Loreto dal 1905 al 1926, anni in cui la basilica era oggetto di un ampio restauro e della riprogettazione delle cappelle, che sarebbero state dedicate alle principali nazioni cattoliche. Il Cirilli realizzò molti disegni soprattutto per il rifacimento della cappella tedesca del coro e per la cappelle polacca e francese, oltre al nuovo altare all'interno della stessa Santa Casa, che era stato danneggiato da un incendio nel 1921.
Nel 1923 progettò la sua residenza romana, il villino Cirilli in viale Regina Margherita; a Roma fu autore anche di villa Battistoni e di altri villini nel quartiere Monteverde.

### Presidente dell'Accademia di Belle Arti di Venezia

Il Villino Cirilli a Roma

Il carro ferroviario che trasportò il Milite Ignoto italiano all'Altare della Patria a Roma (1921)

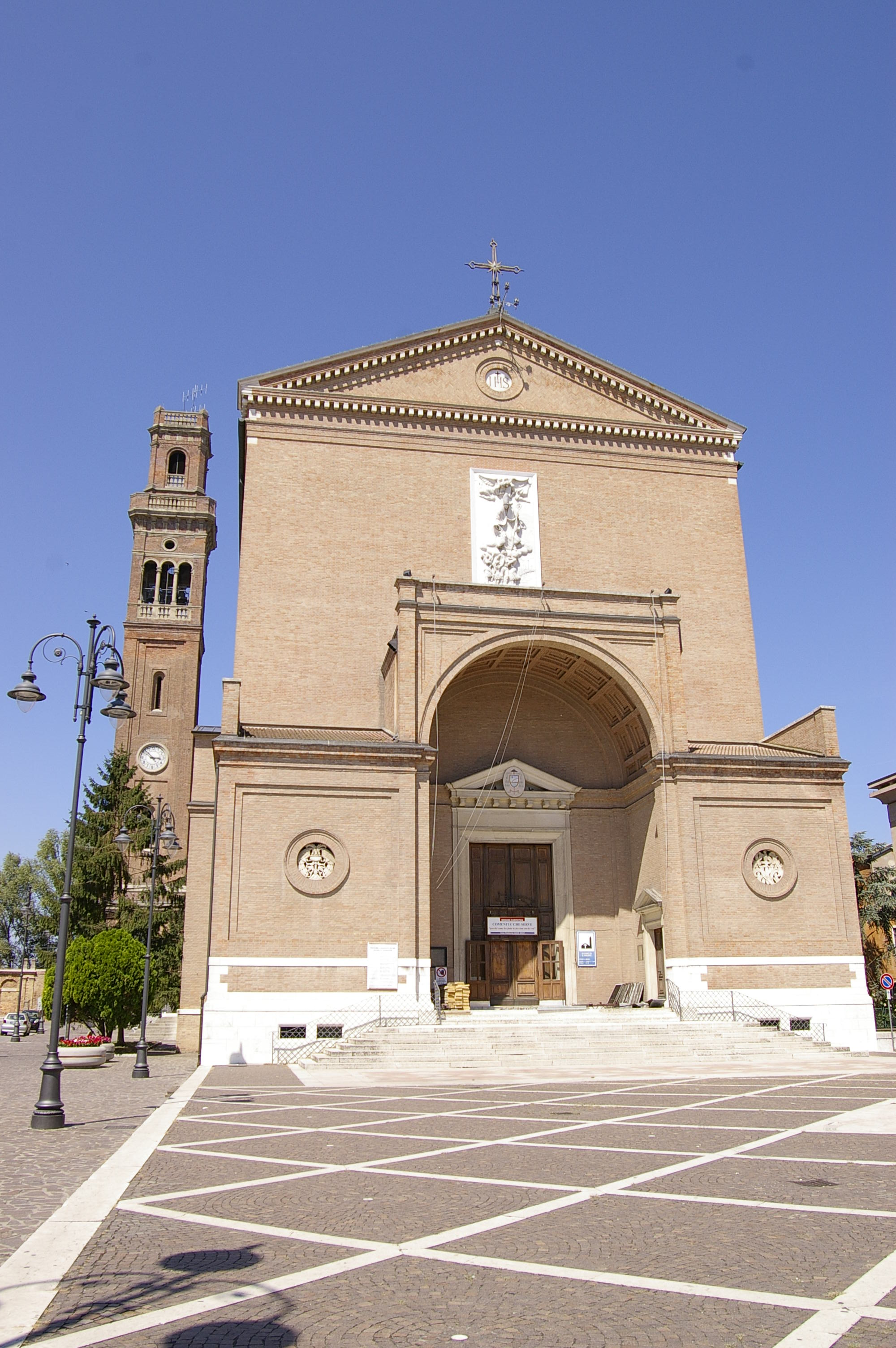
Il Duomo di Cavarzere

Nel 1913 fu chiamato, per chiara fama, a Venezia per insegnare architettura all'Accademia delle Belle Arti, di cui fu per un quarantennio figura fondamentale, arrivando ad esserne presidente. Nel 1914 realizzò il Palazzo delle esposizioni internazionali d'arte ai Giardini di Castello, sede della Biennale; il palazzo fu poi demolito nel 1932 per adeguarlo alle nuove correnti artistiche. Progetti per Venezia non realizzati furono quello per le sedi dello Iuav - Istituto Universitario di Architettura di Venezia, per il ponte degli Scalzi e per la stazione di Santa Lucia.
Nel 2014, l'Accademia delle Belle Arti di Venezia ha celebrato la sua attività di architetto con la mostra nazionale Guido Cirilli - architetto dell'Accademia.
Nel 1918 si trasferì a Trieste, ove continuò la sua attività professionale come direttore dell'Ufficio Belle Arti e Monumenti.

### Cofondatore e direttore dell'Università Iuav di Venezia
Tornò a Venezia nel 1926 per fondare, con Giovanni Bordiga, la Scuola superiore d’architettura, attuale Università Iuav di Venezia, del quale fu direttore dal 1929 al 1943. Emanazione dell'Accademia delle Belle Arti, si trattava della seconda scuola di Architettura d'Italia, dopo quella di Roma, in ordine di data di fondazione.
Prima di assumere la carica di direttore fu titolare della cattedra di Composizione architettonica.
Il suo legame con Venezia è testimoniato dal fatto che in questa città, nell'archivio dell'Accademia, si conserva oggi la maggior parte dei suoi progetti: 1.286 disegni relativi alle opere eseguite o ideate a Roma, Ancona, Venezia e in Friuli-Venezia Giulia.
Nel 1947 curò la ricostruzione del duomo di Cavarzere, che era stato distrutto nel corso della seconda guerra mondiale.

### Direttore dell'Ufficio delle Belle Arti nella Venezia Giulia
Nella Venezia Giulia ebbe per sei anni (dal 1918 al 1924) l'incarico di direttore dell'Ufficio Belle Arti e Monumenti, occupandosi anche della tutela dei monumenti.
In questa regione progettò numerosi spazi consacrati al ricordo della Grande guerra: a Gorizia, ad Aquileia il Cimitero degli Eroi (o "Tomba dei dieci militi ignoti"), alle Bocche del Timavo il monumento ai Lupi di Toscana. A San Donà di Piave realizzò il Monumento al Piave, fiume sacro della Patria, monumento commemorativo della Battaglia del Piave. Nel 1921 curò l'allestimento del carro funebre ferroviario del Milite Ignoto.

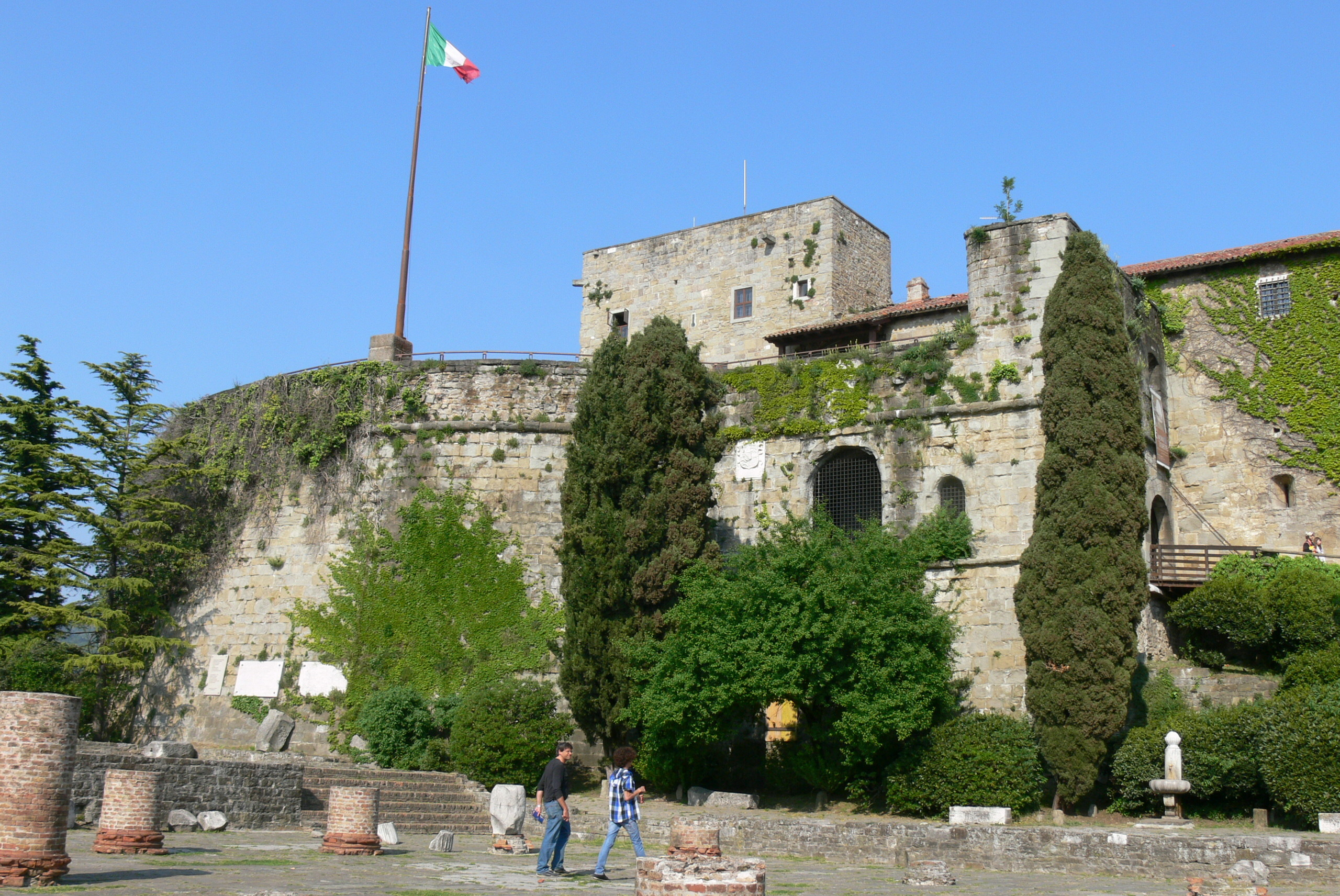
Trieste: il castello di San Giusto e la zona archeologica, nella sistemazione del Cirilli

Nella regione progettò ed eseguì importanti lavori di restauro nelle province di Trieste, di Udine e Pola: ad Aquileia curò la sistemazione della zona monumentale; a Trieste elaborò il piano di ricostruzione del Castello di San Giusto, che era stato gravemente danneggiato nel corso della prima guerra mondiale, e fu autore del progetto di sistemazione della zona archeologica di San Giusto; a Gorizia e a Duino curò il restauro (nel caso di Gorizia la ricostruzione) dei rispettivi castelli, anch'essi danneggiati dalla guerra; a Grado restaurò la Basilica di Sant'Eufemia; a Pola restaurò il tempio di Augusto, la chiesa di San Francesco e l'Arco dei Sergi. Inoltre curò il restauro dei principali monumenti di Parenzo, città nella quale diresse gli scavi che riportarono alla luce i mosaici nella basilica e gli scavi del castelliere preistorico.
A Trieste fu protagonista del dibattito relativo alla costruzione del Faro della Vittoria (1919-1927), progettato da Arduino Berlam: il Cirilli, che ne dirigeva il cantiere, modificò il disegno del Berlam, non trovandolo congeniale al valore simbolico che il nuovo monumento doveva assumere. A Gorizia fu uno dei protagonisti dell'architettura di quegli anni, curando il rifacimento del Duomo, il restauro della chiesa di Sant'Ignazio e il progetto per il Museo provinciale di storia ed arte. A Zara fu invece autore del rilievo e del restauro della Chiesa di San Donato.
Nel 1924 lasciò la Venezia Giulia per occupare la carica di direttore dell'Istituto di Architettura di Venezia.

### Protagonista dell'espansione di Ancona
Nel 1923 iniziò una serie di realizzazione nella sua città natale, Ancona, dove fu geniale interprete del disegno urbanistico della città, che allora si stava espandendo verso est. Il Cirilli segnò con le sue opere gli snodi fondamentali dell'asse che dal porto giunge nuovamente al mare, nel lato opposto del promontorio su cui sorge la città. Al termine dell'arteria stradale nel 1923 pose infatti la prima pietra del monumento ai Caduti, che per la sua forza espressiva in breve divenne uno dei simboli della città. Nel punto in cui la strada da mare a mare cambia orientamento realizzò invece il monumentale palazzo delle Poste e Telegrafi (nel 1926), ispirato all'Altare di Pergamo come il Vittoriano; studiò inoltre tutta la sistemazione urbanistica vicina al palazzo, compreso un nuovo disegno per l'ottocentesca piazza Cavour, poi realizzato con modifiche. Questo progetto è variamente datato nelle varie fonti: 1912, "intorno al 1910", "anni Venti". Infine, nel punto in cui l'asse ha il suo inizio, sulle banchine del porto, nel 1921 il Cirilli progettò l'ampliamento e i nuovi prospetti del palazzo della Banca d'Italia, andato distrutto nel corso della seconda guerra mondiale.
Per la sua città natale realizzò anche nel 1931 il salone d'onore del palazzo della Provincia (ora palazzo del Rettorato), nel 1938 un colombario del cimitero delle Tavernelle, ove progettò anche la tomba Santilli, ed infine la villa Ascoli Cesaroni. Opere anconitane del Cirilli poi distrutte dalla guerra erano: la cappella dei caduti all'interno del Duomo e, nella Stazione centrale, la sala d'aspetto, il monumento ai ferrovieri caduti e la sala della biglietteria.
Ad Ancona si occupò anche di restauri: curò quello del Duomo e, nel 1926, del Palazzo Benincasa, che riportò alle forme quattrocentesche.
In altre località delle Marche
Nelle Marche, nel 1923, realizzò anche la targa in onore dei caduti della prima guerra mondiale di Recanati, posta sulla Torre del Borgo e, a Montecassiano, il ripristino del palazzo dei Priori (1937) e della chiesa dell'Annunziata (1938), trasformata in sacrario dei caduti, e, ad Osimo, la cappella del preventorio provinciale. Nella vicina regione abruzzese si occupò del Duomo di Chieti, nel quale tra il 1934 e il 1937 curò il completamento della facciata e la ricostruzione della cuspide del campanile, che era crollata nel 1703.

### Eredità
Un suo allievo prestigioso fu l'architetto Carlo Scarpa, che lavorò nel suo studio veneziano dal 1926 al 1931 per poi affiancarlo come assistente universitario. Scarpa ereditò dal suo maestro l'attenzione per i dettagli e per la qualità dei materiali costruttivi.
Riguardo alla sua relazione col maestro e con tale tradizione, il grande architetto veneziano ebbe a dire:
(Carlo Scarpa, Conferenza tenuta all'Accademia di belle arti di Vienna il 16 novembre 1976)

## Opere e restauri
A Roma
- Conservatorio di Santa Cleta;

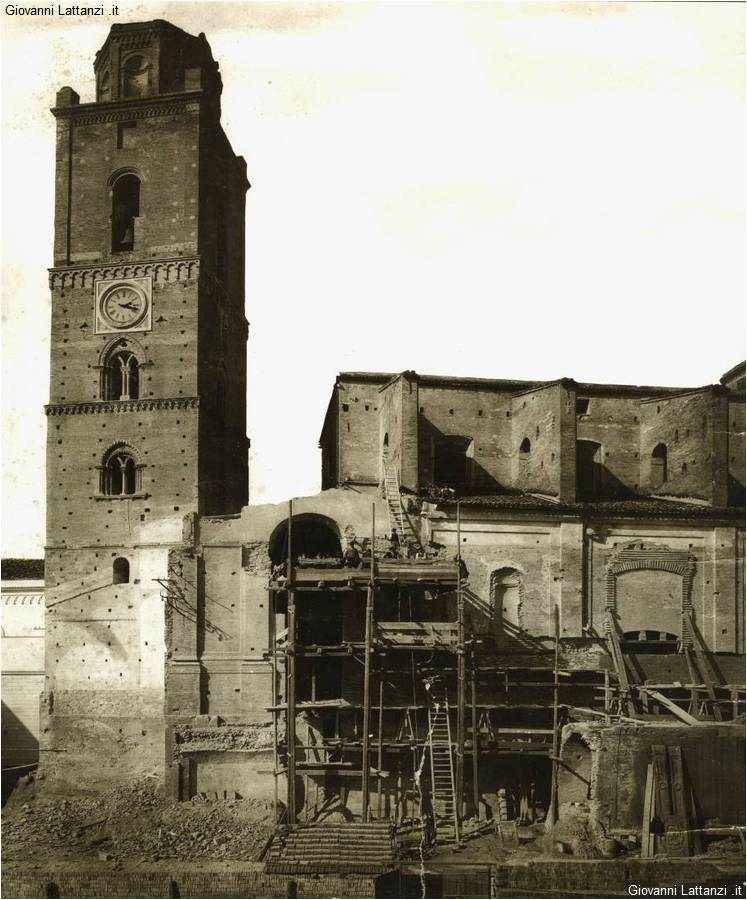
Foto storica dei restauri in stile neogotico, fine anni '20, della Cattedrale di Chieti, portato a termine dall'Impresa De Cesare

- sistemazione urbanistica di Piazza Venezia;
- Palazzo delle Assicurazioni Generali;
- direzione del cantiere della Tomba del re d'Italia Umberto I al Pantheon, dopo la morte di Giuseppe Sacconi;
- tomba della regina Margherita al Pantheon;
- Villino Cirilli.

A Venezia, nella Venezia Giulia, a Zara
- Aquileia:
  - Cimitero degli Eroi;
  - Tomba dei dieci militi ignoti.
- Cavarzere:
  - Duomo di San Mauro.
- Duino-Aurisina:
  - restauro del castello;
  - Monumento ai Lupi di Toscana, alle Bocche del Timavo.
- Gorizia:
  - ricostruzione del castello;
  - rifacimento del Duomo;
  - restauro della chiesa di Sant'Ignazio;
  - Museo provinciale di storia ed arte.
- Grado:
  - restauro della Basilica di Sant'Eufemia.
- Parenzo:
  - direzione degli scavi che riportarono alla luce i mosaici nella Basilica Eufrasiana;
  - direzione degli scavi del castelliere preistorico.
- Pola:
  - restauro del Tempio di Augusto e della dea Roma;
  - restauro della chiesa di San Francesco;
  - restauro dell'Arco dei Sergi.
- San Donà di Piave:
  - Monumento Piave, fiume sacro della Patria.
- Trieste:
  - modifica del progetto del Faro della Vittoria (di Arduino Berlam);
  - restauro del Castello di San Giusto;
  - sistemazione del foro romano sul colle di San Giusto.
- Venezia:
  - Palazzo delle esposizioni internazionali d’arte ai Giardini di Castello (demolito).
- Zara:
  - restauro della Chiesa di San Donato.

Nelle Marche
- Ancona:
  - "Fontana Dorica" di Piazza Stamira, 1921 (esecuzione di Romolo Riziero Giuliani, scalpellino di fiducia del Sacconi e dei Cirilli);
  - Stazione centrale: sala d'aspetto, lapide-monumento ai ferrovieri caduti  e sala della biglietteria, 1926 (distrutti durante la Seconda guerra mondiale);
  - Palazzo delle Regie Poste Centrali, ora Palazzo delle Poste, 1926;
  - ripristino della facciata del Palazzo Benincasa, 1926;
  - Monumento ai caduti, al Passetto,  1928- Settembre 1930
  - Palazzo della Banca d'Italia, ricostruzione dell'Ala Nord dopo la I Guerra Mondiale, 1920-21 (distrutto nel corso della Seconda guerra mondiale)
  - Salone d'Onore del Palazzo della Provincia, ora Palazzo del Rettorato; post terremoto 1930
  - restauro della Cattedrale di San Ciriaco;
  - Chiesa e colombario del cimitero delle Tavernelle;
  - tomba Santilli del cimitero delle Tavernelle;
  - cappella dei caduti all'interno del Duomo (demolita);
  - villa Ascoli Cesaroni;
  - fontana con servizi igienici in Piazza Fratelli Rosselli, davanti alla Stazione (demolita).
- Chiaravalle:
  - Monumento ai Caduti.
- Loreto:
  - restauro generale della Basilica della Santa Casa e in particolare:
  - altare all'interno della Santa Casa;
  - cappella polacca, cappella tedesca, cappella francese.
- Montecassiano:
  - restauro del Palazzo dei Priori;
  - riattamento Chiesa dell'Annunziata a Sacrario dei Caduti.
- Recanati:
  - Villa di Beniamino Gigli;
  - targa ai Caduti sulla Torre di borgo.
- San Benedetto del Tronto:
  - fontana ora collocata in Piazza Nardone, 1914

A Chieti
- restauro della Cattedrale di San Giustino, 1920-36.

A Monza
- direzione del cantiere della Cappella Espiatoria in ricordo di Umberto I, dopo la morte di G.Sacconi, Monza 1905-10.

Progetti non realizzati
- cattedrale di Nuova Delhi, India;
- Faro in memoria di Cristoforo Colombo, Santo Domingo;
- progetto di sistemazione del viale di ingresso dell'Arco di Traiano, Ancona;
- nuovo Palazzo Comunale di Pesaro;
- progetto per la Chiesa dei Salesiani, Ancona;
- progetto di sistemazione di Piazza Roma, Ancona;
- Monumento ai Caduti di Offagna.